# Wallander – Den orolige mannen
Wallander – Den orolige mannen är en svensk thriller från 2013. Det är den första filmen i den tredje (och sista) omgången med Krister Henriksson i rollen som Kurt Wallander. Filmen spelades in 2012 och hade biopremiär den 11 januari 2013. Filmen är baserad på en roman från 2009 av Henning Mankell med samma namn.

## Handling
Kurt Wallander har blivit morfar och försöker att ta vara på den rollen så gott det går, för att han vill komma närmare sin dotter Linda och hennes familj. Då Lindas svärfar mystiskt försvinner, dras Wallander in i fallet som tar honom tillbaka i tiden till kalla kriget och ubåtskränkningarna i Stockholms skärgård. Samtidigt börjar en oro gro hos Wallander om att något inte står rätt till med honom själv...

## Övrigt
Polishuset i filmerna i denna säsong har bytts ut mot det i föregående säsong. I denna säsong är det Hantverkshemmet i Ystad som agerar polishus.

## Om filmen
Wallander – Den orolige mannen har visats i TV4, bland annat i november 2020 och i januari 2024.

## Rollista
Återkommande:
- Krister Henriksson – Kurt Wallander
- Charlotta Jonsson – Linda Wallander
- Signe Dahlkvist – Klara Wallander
- Leonard Terfelt – Hans von Enke
- Mats Bergman – Nyberg
- Douglas Johansson – Martinsson
- Fredrik Gunnarsson – Svartman
- Malena Engström – Bea
- Marianne Mörck – Ebba
- Sven Ahlström – Polischef Mattsson

I detta avsnitt:
- Peter Andersson – Sten Nordlander
- Sten Ljunggren – Håkan von Enke
- Marika Lindström – Louise von Enke
- Ingvar Hirdwall – Lundberg
- Len Cariou – Atkins
- Lo Kauppi – kommissarie Ytterberg
- Anneli Martini – Sofia
- Sten Elfström – Erik Engelbreckt
- Rolf Degerlund – Säpo
- Annika Kofoed – försvarsminister
- Henrik Friberg – Begravningsentreprenör